# Picumnus granadensis
Picumnus granadensis (на английски: greyish piculet) е вид птица от семейство Кълвачови (Picidae).

## Разпространение
Видът е разпространен в Колумбия.